# 伏木町
伏木町（ふしきまち）は、富山県射水郡に存在していた町。現在の高岡市伏木地区。
富山県内で最も早く開けた地で、古代に越中国の国府が設置された。伏木港（現在の伏木富山港伏木地区）があり、高岡の外港として栄え、化学工業や製紙業が盛ん。

## 地理
- 山：二上山
- 河川：小矢部川

## 歴史
- 古代 - 越中国の国府が設置される。
- 1584年（天正12年） - 勝興寺が礪波郡安養寺村（現在の小矢部市）より移転。寺内町が形成される。
- 1609年（慶長14年） - 高岡に城下町が置かれると、小矢部川の水運貨物の量が増え、以降多くの船が行き交うようになった。
- 1886年（明治19年）2月23日 - 新湊町の区域から分立して、伏木町が発足する。
- 1889年（明治22年）4月1日 - 町村制の施行により、射水郡伏木本町、伏木中道町（現在の伏木中央町）、伏木湊町、伏木臥浦町（伏木中央町臥浦）、伏木石坂町（伏木錦町石坂町）、伏木玉川町（伏木中央町玉川）、伏木新町、一ノ宮村（伏木一宮）、古府村（伏木古府元町及び伏木古府）、国分村（伏木国分）及び矢田村（伏木矢田、伏木矢田新町及び伏木矢田上町）の区域をもって、射水郡伏木町が発足する。[2]
- 1928年（昭和3年）6月3日 - 伏木本町にて改築中の町役場が落成し、この日公会堂仮設場から移転[3]。
- 1942年（昭和17年）4月1日 - 高岡市に編入する。

## 歴代村長
出典→
1. 奥田鎮三郎（1884年7月24日 - 1889年8月13日）
2. 金田耕太郎（1889年8月14日 - 1893年8月13日、満期）
3. 中谷隆風（1893年8月29日 - 1896年4月1日、病気退職）
4. 澤田保（1896年4月10日 - 1901年3月23日、病気退職）
5. 岡本普喬（1901年4月20日 - 1917年4月19日、満期）
6. 佐々木平兵衛（1917年4月28日 - 1928年1月28日）
7. 矢郷清太郎（1928年5月28日 - 1933年1月17日、在任中に死去）
8. 堀田勝文（1933年5月2日 - 1938年1月11日）
9. 早苗西蔵（1938年2月28日 - 1942年3月6日、在任中に死去）
10. 堀田勝文（1942年3月13日 - 1942年3月31日、高岡市へ編入のため失職）

## 教育
- 富山県立伏木高等学校 - 1942年7月、伏木町立伏木商業学校から高岡市立伏木商業学校へ改称。1948年4月、現校名となる。
- 高岡市立伏木中学校 - 1947年開校。
- 高岡市立古府小学校
- 高岡市立伏木小学校

## 交通

### 鉄道路線
- 氷見線（伏木駅、越中国分駅[5]）
- 伏木線 - 1948年4月10日、富山地方鉄道により開業。1959年4月1日、加越能鉄道へ譲渡。1971年9月1日廃止。

### 道路
- 国道415号 - 1981年4月30日指定。

### 船舶
- 伏木富山港伏木地区 - 1951年、伏木港と富山港が統合し現名称になる。
- 如意の渡し（伏木港湾交通）

## 名所・旧跡・観光・祭事・催事
- 気多神社
- 伏木神社
- 勝興寺
- 高岡市伏木気象資料館 - 2005年10月1日開館。旧伏木測候所。
- 高岡市伏木北前船資料館 - 1999年4月1日開館。旧秋本家住宅。
- 高岡市万葉歴史館 - 1990年10月開館。
- 伏木曳山祭（5月15日）
- 伏木港まつり（8月）

## 出身有名人
- 堀田善衛
- 藤井能三
- 吉原節夫